# 가스트로디게닌
가스트로디게닌(영어: gastrodigenin)은 천마(Gastrodia elata)의 뿌리줄기에서 발견되는 페놀 화합물이다.
가스트로딘은 가스트로디게닌의 글루코사이드이다.

## 같이 보기
- 하베나리올 – 반수생 난초인 하베나리아 레펜스(Habenaria repens)에서 발견되는 페놀 화합물